# The Lettermen
Lettermen é um grupo vocal formado em 1959. Ao longo da carreira, tiveram 16 singles indicados ao Top 10, 11 discos de ouro e 5 indicações ao Grammy.
O trio foi formado no final da década de 50 por Mike Barnett, Dick Stewart e Tony Butala. Eram, então, meros desconhecidos até assinarem contrato com a Capitol Records em 1961. O primeiro single pela Capitol, "The Way You Look Tonight", chegou às 100 mais da Billboard, logo sendo superado pelo segundo single, "When I Fall in Love", de 1962, que alcançou o Top 10.

## Álbuns
- A Song For Young Love (1962)
- Once Upon a Time (1962)
- Jim, Tony and Bob (1962)
- College Standards (1963)
- In Concert (1963)
- A Lettermen Kind of Love (1964)
- Look at Love (1964)
- She Cried (1964)
- You'll Never Walk Alone (1965)
- Portrait of My Love (1965)
- The Hit Sounds of The Lettermen (1965)
- More Hit Sounds of The Lettermen (1966)
- A New Song for Young Love (1966)
- The Best of The Lettermen (1966; relançado em 1988 em CD/Capitol)
- For Christmas This Year (1966; relançado em 1975 e, depois, novamente, em 1990)
- Warm (1967)
- Spring! (1967)
- The Lettermen!! …And Live! (1967)
- Goin' Out of My Head (1968)
- Special Request (1968)
- The Best of The Lettermen, Volume 2 (1968)
- Put Your Head on My Shoulder (1968)
- Close Up (1969)
- Hurt So Bad (1969)
- I Have Dreamed (1969)
- Traces/Memories (1970)
- Reflections (1970)
- Everything's Good About You (1971)
- Feelings (1971)
- Love Book (1971)
- Lettermen 1 (1972)
- Spin Away (1972)
- A Time for Us (1972)
- Alive Again …Naturally (1973)
- Now and Forever (1974)
- All-Time Greatest Hits (1974; relançado em 1987 em CD)
- There Is No Greater Love (1975)
- Make a Time for Lovin' (1975)
- The Time Is Right (1975)
- The Lovin' Touch of The Lettermen (1975)
- Kind of Country (1976)
- With Love from The Lettermen (1977)
- To a Friend (1977)
- Love Is… (1979)
- Why I Love Her (1986; relançado em 1993 e, depois, em 2006)
- It Feels Like Christmas (1987; relancado em 2013 em CD: MVD Records)
- Twin Best Now (1988)
- When I Fall in Love (1989)
- Best Now (1990 CD: Capitol/Japão)
- Greatest Hits - 10 Best Series (1990)
- Close to You (1991)
- Live in Concert (1991)
- Collectors Séries (1992)
- Sing We Noel (1992)
- Best Hits (1993)
- The Best of The Lettermen (1993)
- Best of The Lettermen (1993)
- Love Is All (1993)
- Their Greatest Hits & Finest Performances (1994)
- Christmas with The Lettermen (1995)
- Deck the Halls (1995)
- Super Now (1997)
- Memories: The Very Best of The Lettermen (1998)
- Greatest Movie Hits (2000)
- Today (2001)
- A Song for Young Love/Once Once Upon a Time (2002)
- Soft Rock Collection (2003)
- Greatest Hits: The Priceless Collection (2003)
- Absolutely the Best (2004)
- Complete Hits (2006)
- Live in the Philippines (2006)
- Why I Love Her (2006)
- Complete Hits Volume Two (2007)
- The Lettermen: Best of Broadway (2008)
- The Lettermen: Favorites (2008)
- The Lettermen: New Directions 2010 (2010)